# Falcileptoneta japonica
Espèce
Synonymes
- Leptoneta japonica Simon, 1893

Falcileptoneta japonica est une espèce d'araignées aranéomorphes de la famille des Leptonetidae.

## Distribution
Cette espèce est endémique du Japon.

## Étymologie
Son nom d'espèce lui a été donné en référence au lieu de sa découverte, le Japon.

## Publication originale
- Simon, 1893 : Descriptions de quelques arachnides appartenant aux familles des Leptonetidae et Oonopidae.  Annales de la Société entomologique de France, vol. 62, Bulletin, p. 247-248 (texte intégral).